# Ersatz-Brigade Großdeutschland
De Ersatz-Brigade Großdeutschland / Panzer-Grenadier-Ersatz-und-Ausbildungs-Brigade Großdeutschland was een Duitse eenheid van de Wehrmacht in de Tweede Wereldoorlog. Deze eenheid was de trainings/vervangingsbrigade voor de eenheden van Großdeutschland en zustereenheden.

## Geschiedenis

### Voorgeschiedenis
Een Infanterie-Ersatz-Bataillon (mot) 99 werd op 4 januari 1940 in Neuruppin in Wehrkreis III opgericht. Dit bataljon maakte onderdeel uit van de Divisie 143. Op 16 december 1940 werd dit bataljon dan vervolgens omgedoopt in het Ersatz-Bataillon Infanterie-Regiment Großdeutschland. Op 1 juni 1942 werd het bataljon naar Cottbus verplaatst en omgedoopt in Infanterie-Ersatz-Regiment (mot) Großdeutschland en opgenomen in de nieuwe Ersatz-Brigade Großdeutschland.

### De Brigade
De Ersatz-Brigade Großdeutschland werd opgericht op 1 juni 1942 als staf voor alle trainings/vervangingseenheden van Großdeutschland in Cottbus in Wehrkreis III.
Van 10 februari 1943 tot 1 januari 1944 bestond er bij de brigade ook een trainingsbataljon voor de gemotoriseerde troepen (Ausbildungs-Abteilung Schnelle Truppe, vanaf 13 augustus 1943 Panzer-Truppen-Ersatz-und-Ausbildungs-Abteilung genoemd). Op 1 augustus 1944 werd er ook een school voor aspirant officieren (Offizierbewerber-Schule = OB-Schule) opgericht.
Vanaf februari tot begin maart 1945 werd de brigade als noodeenheid (Alarmeinheit) in rond Forst in de Lausitz ingezet aan het front langs de Neisse. Op 10 maart 1945 werd de brigade gebruikt om de aangeslagen Pantsergrenadierdivisie Brandenburg op te frissen.

### Heroprichting
In Sleeswijk-Holstein werd in 1945 een nieuwe trainings/vervangingseenheid voor Großdeutschland opgericht. De naam was ditmaal Panzer-Grenadier-Ersatz-und-Ausbildungs-Brigade Großdeutschland. Deze brigade vormde op 4 april 1945 het Panzer-Ausbildungs-Verband Großdeutschland.

## Samenstelling
1942
- Infanterie-Ersatz-Regiment (mot.) Großdeutschland
- Artillerie-Ersatz-Abteilung Großdeutschland

10 augustus 1944
- Grenadier-Ersatz- und Ausbildungs-Regiment Großdeutschland
- Panzertruppen-Ersatz- und Ausbildungs-Abteilung Großdeutschland
- Artillerie-Ersatz- und Ausbildungs-Abteilung (mot) Großdeutschland
- OB-Schule "Großdeutschland"
- Panzer-Nachrichten-Ausbildungs-Kompanie

1 januari 1945
- Panzer-Grenadier-Ersatz- und Ausbildungs-Regiment Großdeutschland
- Panzer-Grenadier-Ausbildungs-Regiment (gp) Brandenburg
- Panzer-Ersatz- und Ausbildungs-Abteilung Großdeutschland
- Artillerie-Ersatz- und Ausbildungs-Abteilung (mot) Großdeutschland
- Panzer-Nachrichten-Ersatz- und Ausbildungs-Kompanie Großdeutschland
- Kraftfahr-Ersatz- und Ausbildungs-Kompanie Großdeutschland
- Kraftfahr-Ersatz- und Ausbildungs-Kompanie Brandenburg
- OB-Schule Großdeutschland

## Commandanten
{{{annotations}}}
| Rang   | Naam                | Begin           | Eind            |
| ------ | ------------------- | --------------- | --------------- |
| Oberst | Bodo von Wartenberg | 20 mei 1944     | 1 november 1942 |
| Oberst | Fritz Bandelow      | 1 november 1942 | 19 juni 1944    |
| Oberst | Willy Langkeit      | 1 november 1944 | 31 januari 1945 |